# Sergei Shupletsov
Sergei Borisovich Shupletsov  (russe : Сергей Борисович Шуплецов), né le 25 avril 1970 à Tchoussovoï (RSFS de Russie) et mort le 14 juillet 1995 à La Clusaz (France), est un skieur acrobatique russe.

## Biographie
Au cours de sa carrière, il a notamment remporté une médaille d'argent aux bosses lors des Jeux olympiques d'hiver de 1994 à Lillehammer (Norvège) et deux titres mondiaux en combiné. Il arrête sa carrière en 1995 et épouse la skieuse acrobatique française Ingrid Goy. Le 14 juillet 1995, il meurt sur le coup lors d'un accident de la route, percutant à moto une voiture près de son domicile à La Clusaz.

## Palmarès

### Ski acrobatique
| Édition/Discipline | Bosses |
| ------------------ | ------ |
| Albertville 1992   | 12e    |
| Lillehammer 1994   | Argent |

### Championnats du monde
| Édition/Discipline | Bosses | Saut acrobatique | Acroski | Combiné |
| ------------------ | ------ | ---------------- | ------- | ------- |
| Mondiaux 1991      | 4e     | 23e              | 14e     | Or      |
| Mondiaux 1993      | 8e     | 27e              | 17e     | Or      |
| Mondiaux 1995      | Bronze | -                | -       | -       |

### Coupe du monde
- 1 gros globe de cristal :
  - Vainqueur du classement général en 1994.
- 1 petit globe de cristal :
  - Vainqueur du classement bosses en 1995.
- 47 podiums dont 17 victoires.